# Selenicereus hamatus
Selenicereus hamatus ist eine Pflanzenart in der Gattung Selenicereus aus der Familie der Kakteengewächse (Cactaceae). Das Artepitheton hamatus stammt aus dem Lateinischen, bedeutet ‚hakig‘ und verweist auf die hakigen Höcker auf den Trieben.

## Beschreibung
Selenicereus hamatus wächst spreizklimmend mit bis zu 4 Meter langen, drei- oder vierkantigen Trieben, die Durchmesser von bis zu 1,5 Zentimetern erreichen. Auf den Trieben sitzen unterhalb der Areolen bis zu 1 Zentimeter lange Spornen oder hakige Höcker. Die wenigen Dornen sind kurz und schwach.
Die duftenden, gelblich weißen bis weißen Blüten sind 20 bis 35 Zentimeter lang. Die Früchte sind nicht beschrieben.

## Verbreitung, Systematik und Gefährdung
Selenicereus hamatus ist im Süden Mexikos in den Bundesstaaten Oaxaca und Veracruz verbreitet.
Die Erstbeschreibung als Cereus hamatus wurde 1837 von Ludwig Georg Karl Pfeiffer veröffentlicht. Nathaniel Lord Britton und Joseph Nelson Rose stellten die Art 1909 in die Gattung Selenicereus.
In der Roten Liste gefährdeter Arten der IUCN wird die Art als „Least Concern (LC)“, d. h. als nicht gefährdet geführt.

## Nutzung
Selenicereus hamatus wird gelegentlich als „lebender Zaun“ angepflanzt.

## Nachweise

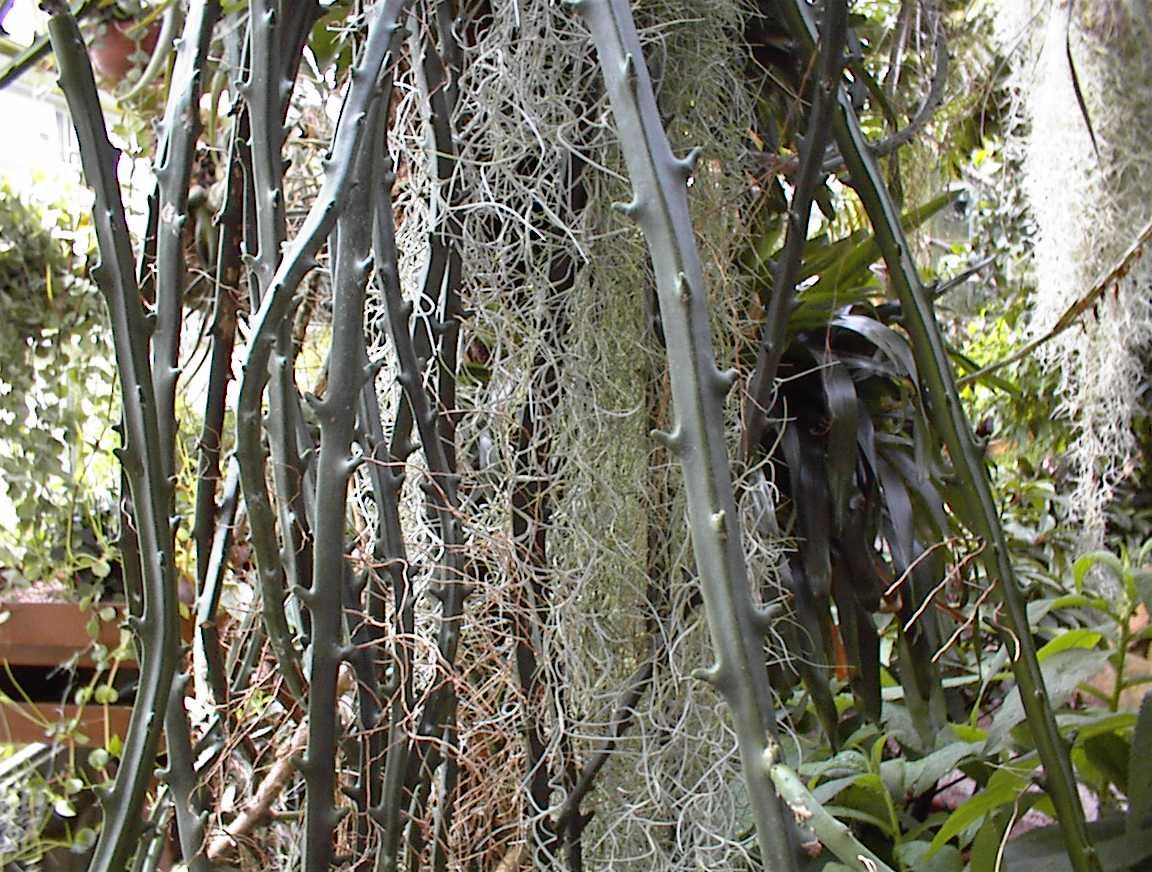
Triebe